# Bazu
Bazu je stará jednotka délky používaná v Perské říši. Velikost 1 bazu činila přibližně 1,09 m a tvořila 4 vitasti.